# 若草町 (金沢市)
若草町（わかくさまち）は、石川県金沢市の町名。丁目を持たない単独町名であり、全域で住居表示実施済み。郵便番号は921-8111。

## 概要
若草町は、緑が丘・十一屋町・平和町・泉野町に囲まれている。

### 人口の変遷
国勢調査による人口の推移
| 1995年（平成7年）  | 1,357人 | [ 4 ] |  |
| 2000年（平成12年） | 1,499人 | [ 5 ] |  |
| 2005年（平成17年） | 1,417人 | [ 6 ] |  |
| 2010年（平成22年） | 1,355人 | [ 7 ] |  |
| 2015年（平成27年） | 1,239人 | [ 8 ] |  |

### 世帯数の変遷
国勢調査による世帯数の推移
| 1995年（平成7年）  | 514世帯 | [ 4 ] |  |
| 2000年（平成12年） | 588世帯 | [ 5 ] |  |
| 2005年（平成17年） | 581世帯 | [ 6 ] |  |
| 2010年（平成22年） | 558世帯 | [ 7 ] |  |
| 2015年（平成27年） | 546世帯 | [ 8 ] |  |

## 沿革
- 1963年（昭和38年）6月1日 - 住居表示実施により、若草町の全部と長坂町・泉野町・十一屋町の各一部をもって成立[9]。

## 小・中学校の学区
市立小・中学校に通う場合、学区は以下のとおりとなる。
| 街区       | 小学校               | 中学校             |
| ---------- | -------------------- | ------------------ |
| 1番 - 3番  | 金沢市立泉野小学校   | 金沢市立野田中学校 |
| 4番 - 28番 | 金沢市立十一屋小学校 | 金沢市立野田中学校 |

## 施設
- 金沢市立野田中学校
- 日本基督教団若草教会
- 若草幼稚園
- 子供の家保育園
- のぞみ保育園
- 城南市民体育館
- 若草児童公園 - 1978年（昭和53年）11月18日供用開始[11]。

## 交通
バス
金沢駅東口乗り場より、北鉄バスで約23分、「十一屋」下車。